# Урад – Задній стяг
41°05′01″ пн. ш. 107°04′13″ сх. д. / 41.08352° пн. ш. 107.07039° сх. д.
Урад – Задній стяг (кит. 乌拉特后旗, пін. Wūlātè Hòuqí) — один із повітів КНР у складі префектури Баяннур, Внутрішня Монголія. Адміністративний центр — містечко Баян-Булаг.

## Географія
Урад – Задній стяг лежить у пустелі Гобі, на півдні переходить у гори Їньшань.

### Клімат
Хошун знаходиться у зоні, котра характеризується кліматом пустель помірного поясу. Найтепліший місяць — липень із середньою температурою 24,6 °C. Найхолодніший місяць — січень, із середньою температурою -10,3 °С.
| Клімат хошуну Урад – Задній стяг                   | Клімат хошуну Урад – Задній стяг | Клімат хошуну Урад – Задній стяг | Клімат хошуну Урад – Задній стяг | Клімат хошуну Урад – Задній стяг | Клімат хошуну Урад – Задній стяг | Клімат хошуну Урад – Задній стяг | Клімат хошуну Урад – Задній стяг | Клімат хошуну Урад – Задній стяг | Клімат хошуну Урад – Задній стяг | Клімат хошуну Урад – Задній стяг | Клімат хошуну Урад – Задній стяг | Клімат хошуну Урад – Задній стяг | Клімат хошуну Урад – Задній стяг |
| Показник                                           | Січ.                             | Лют.                             | Бер.                             | Квіт.                            | Трав.                            | Черв.                            | Лип.                             | Серп.                            | Вер.                             | Жовт.                            | Лист.                            | Груд.                            | Рік                              |
| Середній максимум, °C                              | −3,6                             | 2,3                              | 10,6                             | 19,1                             | 25,2                             | 29,2                             | 30,6                             | 28,8                             | 23,8                             | 16,3                             | 5,7                              | −2,1                             | 15,5                             |
| Середня температура, °C                            | −10,3                            | −5,3                             | 3,1                              | 11,8                             | 18,2                             | 22,9                             | 24,6                             | 22,4                             | 16,4                             | 8,4                              | −0,3                             | −8,1                             | 8,7                              |
| Середній мінімум, °C                               | −16,3                            | −11,9                            | −3,9                             | 3,8                              | 10,1                             | 15,8                             | 18                               | 15,8                             | 9,6                              | 1,4                              | −5,5                             | −13,4                            | 2                                |
| Норма опадів, мм                                   | 0.6                              | 1                                | 2.1                              | 5                                | 11.4                             | 38.4                             | 30.5                             | 33.3                             | 21.5                             | 4.6                              | 1.9                              | 0.5                              | 150.8                            |
| Вологість повітря, %                               | 48                               | 39                               | 32                               | 27                               | 28                               | 41                               | 52                               | 54                               | 53                               | 47                               | 52                               | 51                               | 44                               |
| -------------------------------------------------- | -------------------------------- | -------------------------------- | -------------------------------- | -------------------------------- | -------------------------------- | -------------------------------- | -------------------------------- | -------------------------------- | -------------------------------- | -------------------------------- | -------------------------------- | -------------------------------- | -------------------------------- |
| Джерело: Дані метеостанції №53324 (КНР, 1991-2020) |                                  |                                  |                                  |                                  |                                  |                                  |                                  |                                  |                                  |                                  |                                  |                                  |                                  |